# Hemilienardia
Hemilienardia is een geslacht van weekdieren uit de klasse van de Gastropoda (slakken).

## Soorten
- Hemilienardia acinonyx Fedosov, Stahlschmidt, Puillandre, Aznar-Cormano & Bouchet, 2017
- Hemilienardia albomagna Wiedrick, 2017
- Hemilienardia albostrigata (Baird, 1873)
- Hemilienardia apiculata (Montrouzier in Souverbie & Montrouzier, 1864)
- Hemilienardia balteata (Pease, 1860)
- Hemilienardia bicolor Bozzetti, 2018
- Hemilienardia boucheti Wiedrick, 2017
- Hemilienardia calcicincta (Melvill & Standen, 1895)
- Hemilienardia chrysoleuca (J.C. Melvill, 1923)
- Hemilienardia contortula (G. Nevill & H. Nevill, 1875)
- Hemilienardia ecprepes (J.C. Melvill, 1927)
- Hemilienardia elongata Wiedrick, 2017
- Hemilienardia fenestrata (Melvill, 1898)
- Hemilienardia fusiforma Wiedrick, 2017
- Hemilienardia gemmulata Wiedrick, 2017
- Hemilienardia goubini (Hervier, 1896)
- Hemilienardia hersilia Hedley, 1922
- Hemilienardia homochroa Hedley, 1922
- Hemilienardia infulabrunnea Wiedrick, 2017
- Hemilienardia iospira (Hervier, 1896)
- Hemilienardia lynx Fedosov, Stahlschmidt, Puillandre, Aznar-Cormano & Bouchet, 2017
- Hemilienardia malleti (Récluz, 1852)
- Hemilienardia micronesialba Wiedrick, 2017
- Hemilienardia mikesevernsi Wiedrick, 2017
- Hemilienardia minialba Wiedrick, 2017
- Hemilienardia minor (G. Nevill & H. Nevill, 1875)
- Hemilienardia moffitti Wiedrick, 2017
- Hemilienardia multidentata Wiedrick, 2017
- Hemilienardia notopyrrha (Melvill & Standen, 1896)
- Hemilienardia obesa (de Folin, 1879)
- Hemilienardia ocellata (Jousseaume, 1883)
- Hemilienardia pardus Fedosov, Stahlschmidt, Puillandre, Aznar-Cormano & Bouchet, 2017
- Hemilienardia purpurascens (Dunker, 1871)
- Hemilienardia roseorobusta Wiedrick, 2017
- Hemilienardia rubicunda (Gould, 1860)
- Hemilienardia shawnmilleri Wiedrick, 2017
- Hemilienardia subspurca (Hervier, 1896)
- Hemilienardia thyridota (Melvill & Standen, 1896)
- Hemilienardia twilabratcherae Wiedrick, 2017
- Hemilienardia thyridota (Melvill & Standen, 1896)